# 国事御用掛
国事御用掛（こくじごようがかり）は、日本における江戸時代幕末、文久2年12月9日（1863年1月28日）、国事を議するために設けられた役職。同日付けにて廃止された国事御用書記の発展的改組ともいえる。同日付の「維新史料要綱」（東京大学史料編纂所データベース）によれば、国事御用掛について「言路洞開（げんろとうかい）の聖旨（せいし）を廷臣に宣布し、所見あるものは御用掛を経て上申せしめ、予て軽挙妄動を戒慎せしむ。」とあり、該当の公家は下記の通りである。なお、慶応3年12月9日（1868年1月3日）付けの「王政復古の大号令」により廃止された。
| 就任者 （名前の読み）                            | 年齢 （就任時・数え年） | 位階・官職 （就任時）                    | 役職等     |
| ------------------------------------------------ | ----------------------- | ---------------------------------------- | ---------- |
| 近衛忠煕 （このえ ただひろ）                     | 55歳                    | 従一位・関白                             |            |
| 一条忠香 （いちじょう ただか）                   | 51歳                    | 従一位・左大臣                           |            |
| 二条斉敬 （にじょう なりゆき）                   | 47歳                    | 従一位・右大臣                           |            |
| 尊融入道親王 （そんゆうにゅうどうしんのう）      | 39歳                    |                                          | 青蓮院門主 |
| 鷹司輔煕 （たかつかさ すけひろ）                 | 56歳                    | 従一位・前右大臣                         |            |
| 徳大寺公純 （とくだいじ きんいと）               | 42歳                    | 正二位・内大臣・右近衛大将・右馬寮御監   |            |
| 中山忠能 （なかやま ただやす）                   | 54歳                    | 正二位・権大納言                         | 議奏       |
| 飛鳥井雅典 （あすかい まさのり）                 | 38歳                    | 従二位・権中納言                         | 議奏       |
| 正親町三条実愛 （おおぎまちさんじょう さねなる） | 43歳                    | 正二位・権大納言                         | 議奏       |
| 三条実美 （さんじょう さねとみ）                 | 26歳                    | 従三位・権中納言                         | 議奏       |
| 阿野公誠 （あの きんみ）                         | 45歳                    | 正四位下・参議・左近衛権中将             | 議奏       |
| 長谷信篤 （ながたに のぶあつ）                   | 45歳                    | 正三位                                   | 議奏加勢   |
| 坊城俊克 （ぼうじょう としかつ）                 | 61歳                    | 正二位・権大納言                         | 武家伝奏   |
| 野宮定功 （ののみや さだいさ）                   | 48歳                    | 正三位・参議・左近衛権中将               | 武家伝奏   |
| 近衛忠房 （このえ ただふさ）                     | 25歳                    | 正二位・権大納言・左近衛大将・左馬寮御監 |            |
| 一条実良 （いちじょう さねよし）                 | 28歳                    | 正二位・権大納言                         |            |
| 広幡忠礼 （ひろはた ただあや）                   | 39歳                    | 正二位・権大納言                         | 武家伝奏   |
| 三条西季知 （さんじょうにし すえとも）           | 52歳                    | 正二位・権中納言                         | 武家伝奏   |
| 庭田重胤 （にわた しげたね）                     | 42歳                    | 従二位・権中納言                         |            |
| 徳大寺実則 （とくだいじ さねつね）               | 24歳                    | 正三位・権中納言                         | 議奏加勢   |
| 橋本実麗 （はしもと さねあきら）                 | 54歳                    | 従三位・参議・右近衛権中将・丹波権守     |            |
| 柳原光愛 （やなぎはら みつなる）                 | 45歳                    | 従二位・検非違使別当・参議・右衛門督     |            |
| 大原重徳 （おおはら しげとみ）                   | 62歳                    | 正三位・左衛門督                         |            |
| 河鰭公述 （かわばた きんあきら）                 | 34歳                    | 従四位下?・右近衛権少将                  |            |
| 東久世通禧 （ひがしくぜ みちとみ）               | 30歳                    | 正四位下・左近衛権少将                   |            |
| 裏辻公愛 （うらつじ きんよし）                   | 42歳                    | 従四位下?・侍従                          |            |
| 橋本実梁 （はしもと さねやな）                   | 29歳                    | 従四位下?・侍従                          |            |
| 万里小路博房 （までのこうじ ひろふさ）           | 39歳                    | 正五位上・検非違使権右中弁右衛門権佐     |            |
| 勘解由小路資生 （かでのこうじ すけより）         | 36歳                    | 正五位下・中務少輔                       |            |
| 姉小路公知 （あねがこうじ きんとも）             | 24歳                    | 正四位下・右近衛権少将                   |            |

※人名のふりがなの多くは、『平成新修旧華族家系大成』（霞会館発行）を参考。